# Arthur Cronquist
Pour les articles homonymes, voir Cronquist.
Arthur John Cronquist, né le 19 mars 1919 à San José en Californie et mort le 22 mars 1992 à Provo dans l'Utah, est un botaniste américain, spécialiste des composées.

## Travaux botaniques
Il est connu pour avoir été le principal responsable de la classification de Cronquist, une classification classique des plantes à fleurs (Angiospermes), en 1968 et 1981, publiant The Evolution and Classification of Flowering Plants (1968, 2e 1988) et le volumineux An Integrated System of Classification of Flowering Plants (1981). Le système de Cronquist est remis en question depuis 1998 par la nouvelle classification APG.
Il reçoit, en 1986, la médaille linnéenne.

## Publications
- Arthur Cronquist, "The divisions and classes of Plants", The Botanical Review, Vol.26, No.4, October-December, 1960, p. 425-482. DOI 10.1007/BF02940572
- Richard M. Klein & Arthur Cronquist, "A Consideration of the Evolutionary and Taxonomic Significance of Some Biochemical, Micromorphological, and Physiological Characters in the Thallophytes", The Quarterly Review of Biology, Vol.42, No.2, June 1967, p. 105-296. JSTOR:2820378

## Sources
- Armen L. Takhtajan, In memory of Arthur Cronquist (1919–1992). Dans : Brittonia, Volume 48, Number 3 / juillet 1996, p. 376-378. (First published in Bot. Zhurnal 77(5): 90–92. 1992. [In Russian.] Translated by Alice Takhtajan and amended.)